# Ноулз, Джеймс Шеридан
Джеймс Ноулз (англ. James Sheridan Knowles; 1784—1862) — ирландский и британский драматург и актёр.

## Биография
Родился 12 мая 1784 года в Корке, Ирландия. Его отец, также Джеймс Ноулз (1759—1840), был лексикографом.
В 1793 году его семья переехала в Лондон. Сын, проявивший в юношестве таланты, дружил с Уильямом Хэзлиттом, который познакомил его с Чарлзом Лэмом и Сэмюэлом Кольриджем.
Ноулз обучался медицине и получил степень доктора, но решил оставить науку ради сцены, первые шаги сделав в роли Гамлета в театре Дублина.
В октябре 1809 года в Уэксфорде он женился на Марии Чартриз, актрисе из эдинбургского театра. В 1810 году Ноулз начал писать произведения для сцены. В 1817 году они переехали из Белфаста в Глазго, где, помимо преподавания в школе, Джеймс продолжал писать для сцены.
В последние годы своей жизни Ноулз работал как баптистский проповедник, собирая большие аудитории. Он опубликовал две полемические работы, в которых оспаривал учение Римско-католической церкви.
В старости он подружился с молодым поэтом Эдмундом Госсом, которого познакомил с творчеством Шекспира.
Умер 30 ноября 1862 года в Торки, Англия.